# Benedikt XIII.
Benedikt XIII., lat. Benedictus PP. XIII., (Gravina in Puglia, 2. veljače 1649. – Rim, 21. veljače 1730.), rođen kao Pietro Francesco Orsini, 245. poglavar Katoličke Crkve, papa od 29. svibnja 1724. do smrti 1730.

## Raniji život
Pietro Francesco Orsini rodio se u Gravini, nadbiskupija Bari, 2. veljače 1649. kao najstariji sin nadvojvode Ferdinanda Orsini-Gravine i Giovanne, rođene Frangipani. Ta obitelj je dala već dvojicu papa: Celestina III. (1191. – 1198.) i Nikolu III. (1277. – 1280.), te devetnaest kardinala. Pietro je od rane mladosti pokazivao sklonosti prema vjeri, pa s osamnaest godina ulazi u Red svetog Dominika u Veneciji, unatoč protivljenju svoje obitelji, jer je on kao najstariji sin bio nasljednik titule i imanja svoga strica, vojvode od Bracciana, koji nije imao svoje djece. Ulaskom u redovničku zajednicu Pietro si uzima novo ime Vicenzo Maria i s punim se žarom posvećuje učenju. Studira filozofiju i teologiju u Napulju, Bologni i Veneciji. Bio je lektor filizofije u dominikanskom samostanu u Brescii. Dana 24. veljače 1671. kardinal Emilio Altieri, budući papa Klement X., zaredio ga je za svećenika. Orsini ostaje u Brescii i predaje filozofiju u samostanu svoga Reda. Papa Klement X. imenuje ga već u 23. godini, 21. veljače 1672. kardinalom, čemu se Vincenzo žestoko protivio, ali je zbog poslušnosti svome Redu čast kardinala ipak prihvatio. Kao kardinal i dalje se pridržavao strogih običaja svoga Reda, te je nastavio živjeti kao običan redovnik, posvećen svakodnevnim dužnostima. Godine 1675. postavljen je za nadbiskupa Manfredonije. U upravljanju svojom biskupijom, kardinal Orsini je bio ustrajan u svom radu i zalaganju. Poticao je oživljavanje vjerskog života posjećujući i najmanja mjesta biskupije, te je imao osjećaja za potrebe ljudi. Dao je obnoviti mnoge crkve, te je održavao biskupijske sinode. Reorganizirao je i nadgledao financijsko poslovanje crkvenih tijela i zahtijevao od klera poštovanje kanonskih normi. Nakon smrti Klementa X. 1676. prvi puta sudjeluje u konklavi, i pripadao je grupi kardinala poznatih po imenu zelanti, koji su se zalagali protiv svjetovnog uplitanja u izbor pape. Papa Inocent XI. 22. siječnja 1680. postavlja ga u biskupiju Cesena, s naslovom nadbiskupa, a 18. ožujka 1686., zbog zdravstvenih razloga, premješta ga u nadbiskupiju Benevento, gdje će kardinal Orsini ostati punih 38 godina. Imenovanje na novu dužnost nosilo je sa sobom veliku odgovornost, ne samo zbog činjenice da se radilo o važnoj crkvenoj pokrajini, s nekoliko pomoćnih biskupija, nego i u velikoj mjeri zbog napetih odnosa s civilnim vlastima Napuljskog Kraljevstva. U novoj biskupiji Kardinal je zatekao, kako je jednom prilikom sam zapisao, bijedno stanje. Vjera i moral su bili u velikom padu, financijsko stanje nadbiskupije poražavajuće a dugotrajni sukob klera i plemstva kočio je uspostavu reda u pokrajini. Orsini je reformirao crkvenu organizaciju uspostavljajući dvadeset pet dekanata s pripadajućim župama, te uspostavio jedinstveni registar prihoda nadbiskupije i drugih crkvenih tijela. Dao je izgraditi nekoliko bolnica i težio je ublažavanju patnji siromašnih. Tijekom njegovog upravljanja biskupijom, Benevento je dva puta pogodio jak potres, 5. lipnja 1688. i 14. ožujka 1702., a njega su tada nazvali „Drugim utemeljiteljem“ Beneventa, zbog njegove iskazane hrabrosti i brige za stradalo stanovništvo i pomoći u obnovi grada. Sudjelovao je na konklavama: 1689., kada je izabran Aleksandar VIII., 1691., kada je izabran Inocent XII., 1700., kada je izabran Klement XI., 1721., kada je izabran Inocent XIII.

## Izbor za papu
Kada je u ožujku 1724. otišao u Rim na konklave nakon smrti pape Inocenta XIII., kardinal Orsini, tada kao sedamdeset petogodišnjak, nije ništa naslućivao o ishodu glasovanja. Konklave su otpočele 20. ožujka i u izboru su sudjelovala 53 od 66 kardinala. Konklave su prolazile u neprestanim prijedlozima i protu prijedlozima, tako da se ni nakon dva mjeseca nisu mogli dogovoriti. Kao ni u prijašnjim konklavama Orsini nije bio među kandidatima za papu, jer nije bio po volji vladarskim kućama Bourbon i Habsburg, a nije ni imao političkog iskustva u kuriji. Ovaj put, međutim, ti isti razlozi na kraju su odrediti njegov uspjeh. Budući da su otpali kandidati tih vladarskih obitelji, predloženo je prihvaćanje kandidata koji će više od drugih ponuditi jamstvo neutralnosti zbog svog političkog neiskustva. Unatoč njegovim molbama da ga ne biraju, zbog njegove poodmakle dobi i tjelesne slabosti, sa suzama je prihvatio svoj izbor iz poslušnosti prema zapovijedi svoga Reda, i 29. svibnja 1724. je izabran za papu. U čast Benedikta XI. koji je bio član njegovog Reda, uzeo si je ime Benedikt XIV., koje je ubrzo promijenio u Benedikt XIII., jer je već bio Benedikt XIII., protupapa (1394. – 1417.), iz vremena raskola i Koncila u Konstanzu. 

## Pontifikat
Ni kao papa Benedikt XIII. se nije odrekao svog redovničkog i asketskog načina života. Odbio se nastaniti u luksuznim odajama Vatikana. Ponašao se kao pravi biskup Rima. Najveći dio vremena provodio je obilazeći bolesnike, dijeleći sakramente i podučavajući vjeronauk. Zastupao je strog redovnički život, zabranivši svećenicima sve moderne novotarije. Iako je izabran za papu, zadržao je za sebe nadbiskupiju Benevento, kojom je u njegovo ime upravljao generalni vikar, a koju je posjetio u dva navrata 1727. i 1729. godine. Nesreća ovog pape je bila u tome što je za svog najbližeg suradnika postavio kardinala Niccolu Cosciu (1682. – 1755.), pohlepnog i korumpiranog čovjeka, koji je za sebe i svoje sunarodnjake pribavio velika bogatstva i beneficije, te uspio potpuno izolirati Papu od svih važnih događaja. Vrhunac Coscijevog utjecaja je bilo imenovanje kardinala Niccole Lercaria  (1675. – 1757.) državnim tajnikom. Njih dvojica su lošim upravljanjem doveli Papinsku Državu pred financijski slom. Istinski religiozan, Papa se više bavio duhovnim pitanjima. Od francuskog klera traži bezuvjetno prihvaćanje bule Klementa VI. „Unigentius“. Bulom „Pretiosus“, od 28. lipnja 1727. Benedikt XIII. pojašnjava da nauk Svetog Tome Akvinskoga 1225. – 1274.) i njegove škole nema ništa zajedničkog s greškama Kornelija Jansena (1585. – 1638.), čime se uvelike zamjerio jansenistima. Održao je Lateransku sinodu (1725.), a posebnu brigu je posvetio misionarskom djelovanju i razvoju franjevačkog reda, kojima je odobrio osnivanje škole za obuku misionara u Indiji i Dalekom istoku. U diplomatskim odnosima Benedikt XIII. nije pokazivao snagu i konzervatizam kao što je to činio u vjerskim pitanjima. Bio je u stalnim prijeporima između Bourbona, Habsburga i Savoya. 
 Za svog pontifikata Papa je imenovao 29 kardinala i proglasio više svetaca. Nekoliko puta su dominikanci pokretali proces njegove beatifikacije, ali svaki puta bezuspješno.  Povjesničari su se vrlo malo bavili ovim papom, tako da je i nemoguće dati konačan sud o njemu, sve dok se ne prouči njegova bogata korespondencija, njegovi dnevnici i brojni radovi koji nude pregršt materijala za istraživanje. Neki će ga nazvati „slabićem, nepripremljenim za stolicu sv. Petra“, a njegov pontifikat „nedovoljno vrijednim pozornosti“ (v.Jaques Merier-Povijest Vatikana). Papa Benedikt XIII. umro je 21. veljače 1730. i sahranjen je u Bazilici sv. Petra, a tri godine kasnije njegovi posmrtni ostaci preneseni su u dominikansku Baziliku sv. Marije iznad Minerva (Santa Maria sopra Minerva) u Rimu. Iako je bio voljen i poštovan kao nadbiskup Beneventa, Benedikt XIII. kao papa ni malo nije uživao sklonost rimljana, koji su o njemu sudili po djelima njegovih najbližih suradnika. A što su mislili o njemu najbolje svjedoči komentar nepoznatog Papinog suvremenika, kojeg je napisao na poznati rimski stup Pasquino: „Ova grobnica pokriva kosti malog fratra, ljubitelja svetaca, zaštitnika razbojnika“.